# 伊塔巴亞納山脈國家公園
10°46′44″S 37°20′56″W / 10.779°S 37.349°W

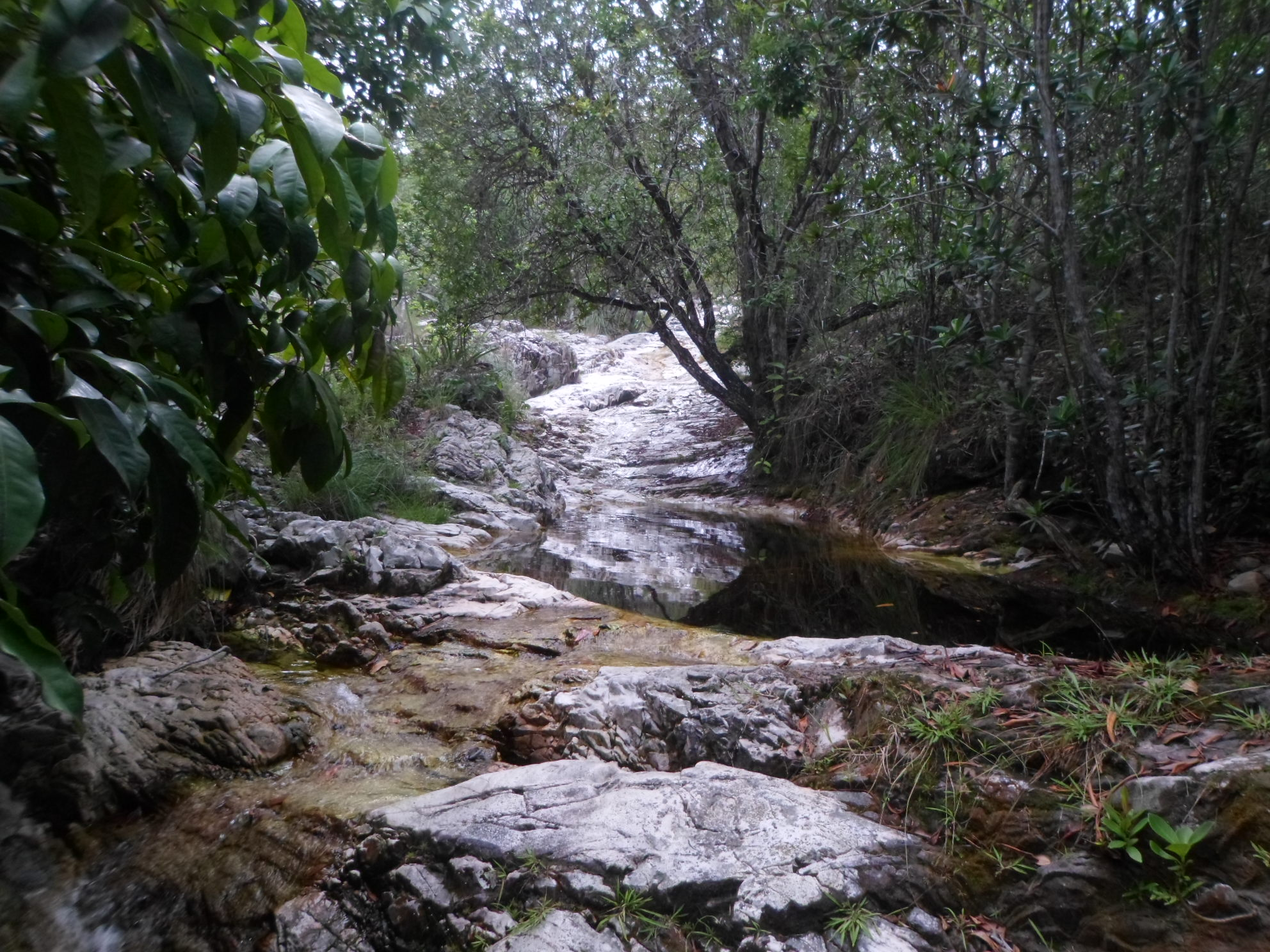

伊塔巴亞納山脈國家公園（Serra de Itabaiana National Park），是巴西的國家公園，位於該國東北部塞爾希培州，成立於2005年6月15日，佔地8千公頃，覆蓋阿雷亞布蘭卡、坎普杜布里圖、伊塔巴亞納、伊塔波蘭加達茹達、拉蘭熱拉斯和馬利亞多爾地區。